# Héctor Manuel Herrero
Héctor Manuel Herrero (San Jorge, Provincia de Santa Fe, Argentina, 9 de agosto de 1962) es un exfutbolista argentino. En sus comienzos jugaba de delantero y al avanzar su carrera lo hizo también como volante ofensivo. Comenzó en Coronel Aguirre y si bien surgió de las inferiores de Club Atlético Newell's Old Boys de Rosario, fue cedido a diferentes instituciones donde adquirió experiencia. Así su primer equipo fue Sarmiento de Junín. En 1986 llegaría a Club Atlético Huracán, donde jugaría hasta 1992 un total de 62 partidos en Primera División y 128 en la B Nacional (es el jugador quemero con más presencias en el ascenso). Marcó 5 en Primera y 39 en la B Nacional con la camiseta de Club Atlético Huracán, siendo uno de los más emblemáticos el que le marcó en 1991 a San Lorenzo tras una monumental jugada individual.

## Clubes
| Club                   | País      | Año       |
| ---------------------- | --------- | --------- |
| Sarmiento de Junín     | Argentina | 1983      |
| Argentino de Rosario   | Argentina | 1984      |
| Newell's               | Argentina | 1985-1986 |
| Club Atlético Huracán  | Argentina | 1986-1988 |
| Cobras de Querétaro    | México    | 1988-1989 |
| Club Atlético Huracán  | Argentina | 1989-1992 |
| Banfield               | Argentina | 1992-1993 |
| Guaraní Antonio Franco | Argentina | 1994      |